# Larnax altomayoensis
Larnax altomayoensis är en potatisväxtart som beskrevs av S.Leiva och Quip. Larnax altomayoensis ingår i släktet Larnax och familjen potatisväxter. Inga underarter finns listade i Catalogue of Life.